# HD123966
HD123966 — хімічно пекулярна зоря спектрального класу A3, що має видиму зоряну величину в смузі V приблизно  8,8.
Вона  розташована на відстані близько 5824,2 світлових років від Сонця.